# Hannes Möller
Hannes Möller (* 1954 in Dinklage) ist ein deutscher Künstler.

## Leben und Werk
Möller studierte von 1975 bis 1980 an der Kunstschule Westend in Frankfurt am Main Freie Malerei, Zeichnung und Illustration. Seit 1980 ist er als freischaffender Künstler tätig. Von der Gründung 1980 bis zu deren Auflösung 1982 war er Mitglied der „Gruppe Triptychon“. Ab 1983 entstanden figürliche Arbeiten, Stillleben, Intérieurs sowie Mischtechniken auf Papier. Ab 1989 wendete er sich großformatigen Aquarellen auf grundierter Jute zu. Arbeitsaufenthalte führten ihn nach Südfrankreich, in die Toskana, nach Elba sowie Mitte der neunziger Jahre nach Paris und auf die Kanarischen Inseln. Zwischen 1991 und 1993 entstanden der Zyklus Kopfweiden sowie Pastellzeichnungen.
1994 entstand der Graphikzyklus Totenhaus nach Aufzeichnungen aus einem Totenhaus von Dostojewskij und der Oper von Leoš Janáček Aus einem Totenhaus. Dieser Graphikzyklus wurde 1996 im Landesmuseum Oldenburg, 1997 zu einer Neuinszenierung der Janáček-Oper in Münster gezeigt. Einzelne Blätter waren auf der Graphiktriennale in Majdanek zu sehen. Seit 1997 wendete sich Möller verstärkt bemalten Assemblagen auf Jute zu. 2001 entstand die zwölfteilige Postkarte für Frankfurt, bis 2003  die über einhundertteilige Aquarell-Reihe Refugium.
Nach einer mehrjährigen Pause entwickelte Möller seit Mitte 2007 sein Bibliotheken-Projekt. Möller besuchte historische Bibliotheken und Archive. Im Vorfeld der Besuche recherchierte er die Geschichte der Bibliotheken und ihrer Bücher und führte Gespräche mit Bibliotheksleitern, Forschern und Restauratoren. Im Anschluss sammelte Möller fotografische Eindrücke von charakteristischen Bücherwänden, Buchreihen und Einzelbüchern sowie von Bibliothekenarchitektur. Daraus entstanden im Atelier groß- und kleinformatige Arbeiten in Aquarell- / Gouache-Technik. Diese zeigten Ausschnitte von Buchgruppen oder überproportional vergrößerte Details von Buchrücken oder Buchschnitten.

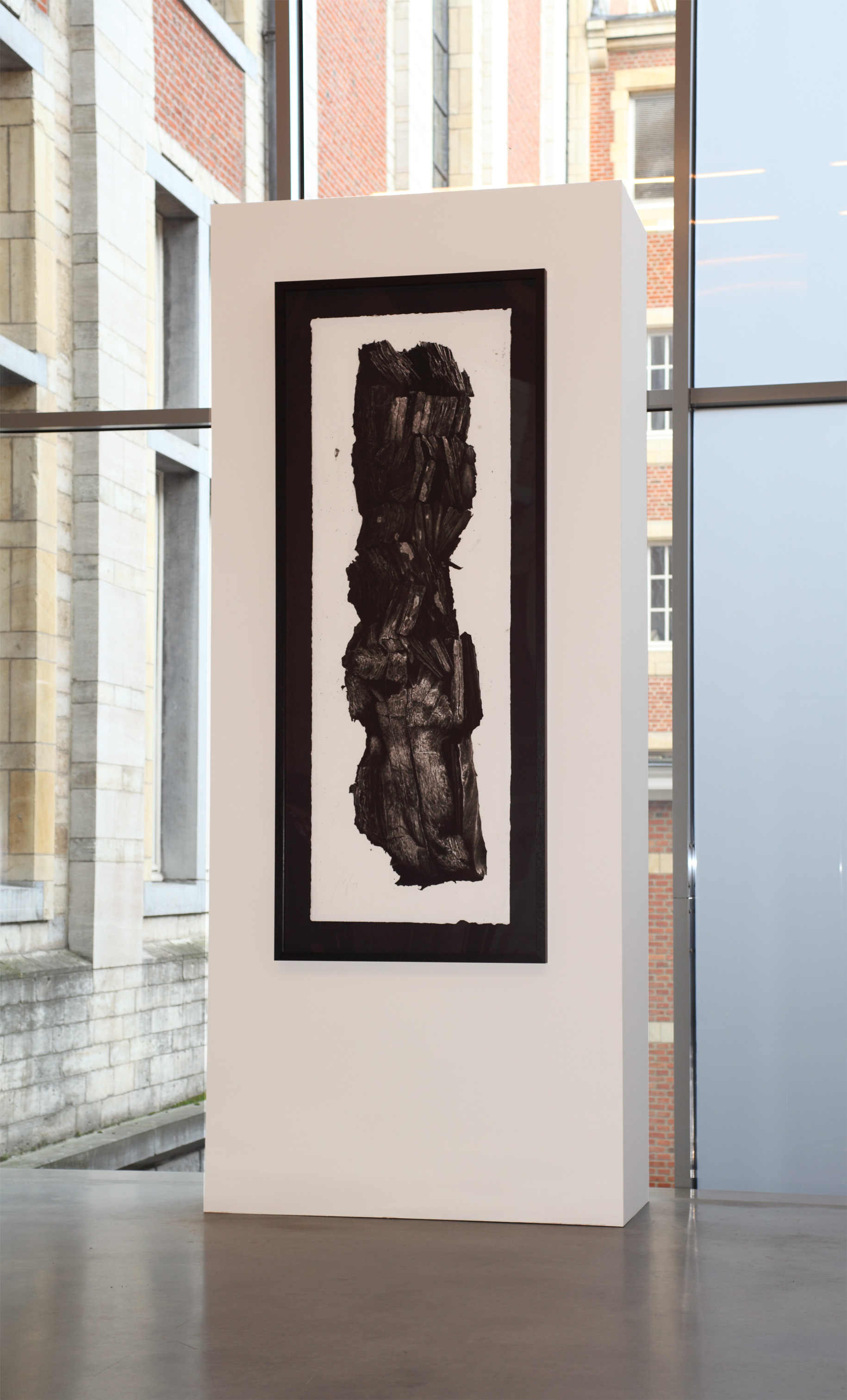
Hannes Möller – Solitaire – Bibliothek Leuven 1914, Universitätsbibliothek Löwen

Das Bibliotheken-Projekt hat mehrere Bestandteile. Solitaire ist eine Reihe von stark überdimensionalen Einzeldarstellungen von Büchern aus verschiedenen Bibliotheken in der Schweiz, Frankreich, England, Belgien und Deutschland.
Brandbücher betitelt eine im Jahr 2010 begonnene Reihe von Mischtechnikarbeiten mit Büchern aus der Weimarer Herzogin Anna Amalia Bibliothek, die durch den Brand von 2004 von Hitze- und Wasserschäden stark beschädigt oder völlig zerstört worden sind. Die verlorene Bibliothek ist eine im Jahr 2009 begonnene und auf 100 einzelne Bilder angelegte Reihe von Mischtechnikarbeiten. Dargestellt werden jeweils einzelne Buchrücken oder -schnitte von Handschriften und Inkunabeln (Frühdrucke). Diese stammen aus der 1803 aufgelösten Bibliothek des ehemaligen Zisterzienserklosters Eberbach im Rheingau und befinden sich heute in verschiedenen Bibliotheken in Deutschland sowie zum größten Teil in der Bodleian Library in Oxford und der British Library in London. Im Januar 2012 wurde das Projekt abgeschlossen und im Herbst 2013 erstmals in einer großen Ausstellung im Mönchsdormitorium von Kloster Eberbach der Öffentlichkeit vorgestellt.

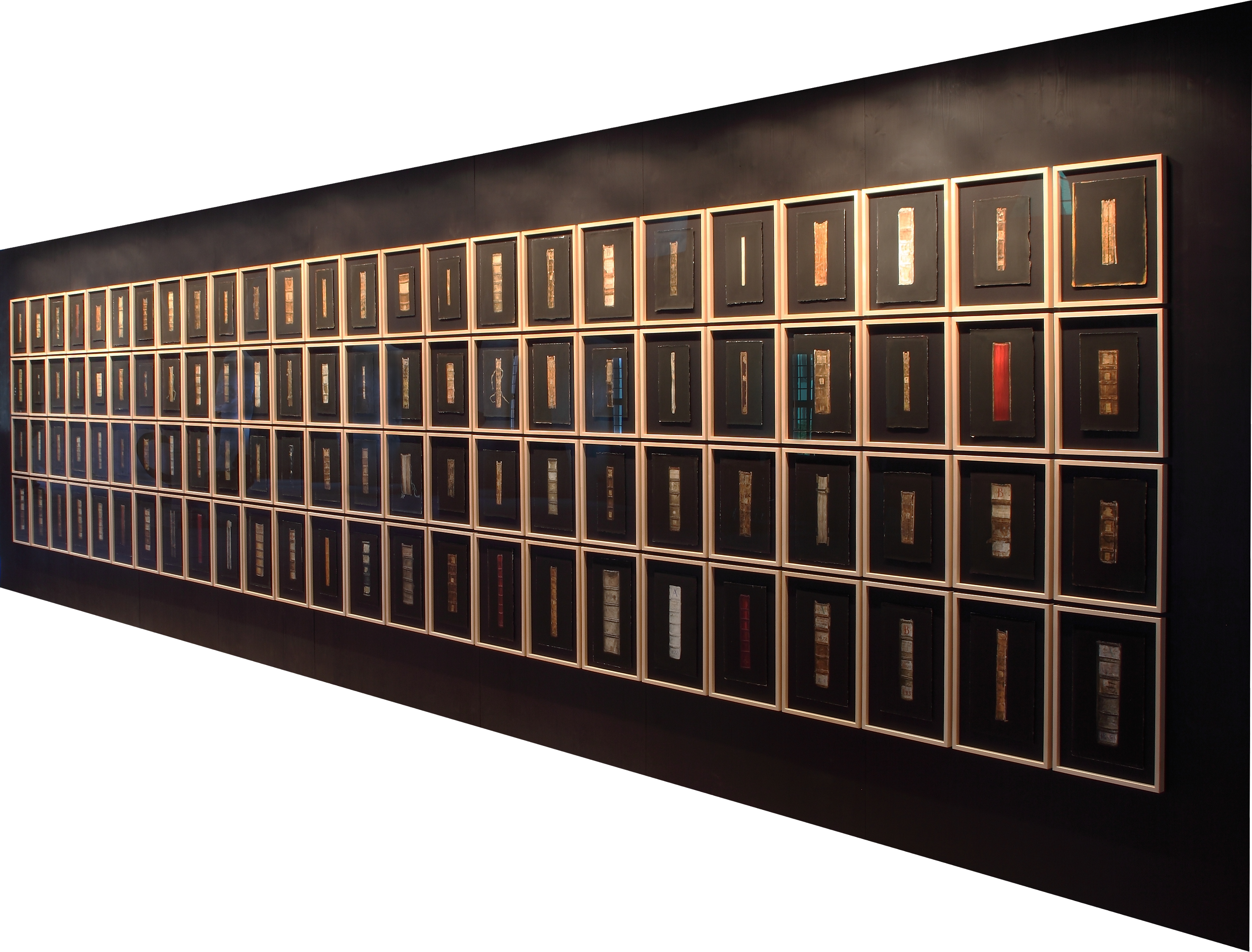
Hannes Möller – Die verlorene Bibliothek

## Ausstellungen (Auswahl)
- 2023 „BIBLIOMANIA – Das Buch in der Kunst“, Städtische Galerie Bietigheim-Bissingen
- 2018 „Brandbücher | Aschebücher“, Studienzentrum der Herzogin-Anna-Amalia-Bibliothek, Weimar
- 2017 „Buchwelten“, Museum Sinclair-Haus, Bad Homburg
- 2014 „Die verlorene Bibliothek“, Universitätsbibliothek Löwen, Belgien
- 2013 „Die verlorene Bibliothek“, Kloster Eberbach, Eltville im Rheingau
- 2013 „Die imaginäre Bibliothek“, Gutenberg-Museum, Mainz
- 2010 „Destination: Livres. Les voyages du peintre Hannes Moeller à travers des bibliothèques“, Humanistenbibliothek in Schlettstadt, Frankreich
- 2010 „Bücher sind Kunst“, Gemeinschaftsausstellung mit Ivon Illmer, Emslandmuseum Schloss Clemenswerth, Sögel
- 2009 „Die verlorene Bibliothek“, Landesbibliothek Wiesbaden
- 2002 „Refugium Stadtsicht Aussenwelt“, Bundesrechnungshof, Bonn
- 2001 „Querschnitt“ Doppelausstellung in der ehemaligen Synagoge und im Maxbau am Schloss, Niddatal-Assenheim
- 1999 Emslandmuseum Schloss Clemenswerth, Sögel
- 1997 Graphiktriennale Majdanek, Polen
- 1997 Theater Münster
- 1996 Niedersächsisches Landesmuseum für Kunst und Kulturgeschichte in Oldenburg
- 1994 Kunsthalle Gießen
- 1993 Kunsthaus Lübeck
- 1991 Münsterlandmuseum auf Burg Vischering, Lüdinghausen
- 1989 Emslandmuseum Schloss Clemenswerth, Sögel
- 1981 Kommunale Galerie, Oldenburg („Gruppe Triptychon“)
- 1980 Kommunale Galerie, Frankfurt am Main („Gruppe Triptychon“)
- 1979 Theater am Turm, Frankfurt am Main („Gruppe Triptychon“)

## Werke in öffentlichen Sammlungen

### Deutschland
- Niedersächsisches Landesmuseum für Kunst und Kulturgeschichte, Oldenburg
- Hessischer Rundfunk, Frankfurt am Main
- Frankfurter Sparkasse von 1822
- Oberhessisches Museum Giessen
- Emslandmuseum Schloss Clemenswerth Sögel
- Graphiksammlung „Mensch und Tod“ der Heinrich-Heine-Universität Düsseldorf
- Deutsche Bundesbank Frankfurt am Main
- Hochschul- und Landesbibliothek RheinMain, Wiesbaden
- Universitäts- und Landesbibliothek Darmstadt
- Studienzentrum der Herzogin-Anna-Amalia-Bibliothek, Weimar
- Lindenau-Museum, Altenburg (Thüringen)
- Herzog August Bibliothek, Wolfenbüttel
- Städtische Sammlung, Aalen

### Belgien
- Universitätsbibliothek Löwen

## Bücher
- zusammen mit Alberto Manguel, Nigel F. Palmer: Die verlorene Bibliothek von Kloster Eberbach. Henrich Verlag, Frankfurt/M. 2013, ISBN 978-3-943407-23-5.
- Hannes Möller: Solitaire. Frankfurt/M. 2016 (2. erweiterte Ausgabe 2023)
- Reinhard Laube Brandbücher Aschebücher Perspektiven auf Hannes Möllers künstlerische Intervention in der Herzogin Anna Amalia Bibliothek. Klassik Stiftung Weimar 2020, ISBN 978-3-7443-0400-9.

| Personendaten    | Personendaten      |
| ---------------- | ------------------ |
| NAME             | Möller, Hannes     |
| KURZBESCHREIBUNG | deutscher Künstler |
| GEBURTSDATUM     | 1954               |
| GEBURTSORT       | Dinklage           |